# Fronton (Alto Garona)
Fronton (em occitano:  Frontonh) é uma comuna francesa na região administrativa da Occitânia, no departamento do Alto Garona. Estende-se por uma área de 45.79 km², com 6.166 habitantes, segundo o censo de 2018, com uma densidade de 130 hab/km².